# 達林 (亞利桑那州)
達林（英語：Darling）是位於美國亞利桑那州可可尼諾縣的一個非建制地區。該地的面積和人口皆未知。

## 地理
達林的座標為35°12′02″N 112°24′02″W / 35.20056°N 112.40056°W，而該地的平均海拔高度為1898米（即6227英尺）。